# Böhmerwaldgau
Provincie Šumavská župa (německy Provinz Böhmerwaldgau) sahající od Kaplice ke Klatovům byla jedna z provincií Německého Rakouska. Prozatímní národní shromáždění Německého Rakouska vyhlásilo 29. října 1918 provincii Deutschböhmen se sídlem v Liberci a ještě ten samý den se od Československa odtrhla území severní Moravy a Slezska – Sudetenland s hlavním městem v Opavě. Dne 3. listopadu se připojila k novému státnímu svazku provincie Deutschsüdmähren s politickým centrem ve Znojmě. O několik dní později pak deklarovala svoji příslušnost i čtvrtá provincie „Böhmerwaldgau” s hlavním sídelním městem Krummau (nyní Český Krumlov). 
Župa Böhmerwaldgau (Šumavská župa) měla připadnout k Horním Rakousům, Deutschsüdmähren (Německá jižní Morava) k Dolním Rakousům a ostatní dvě provincie k Německu. Od poloviny listopadu 1918 započaly československé branné síly s obsazováním vyhlášených provincií. Krumlov byl českou brannou mocí obsazen 28. listopadu 1918. Dne 10. září 1919 rozhodly mocnosti společně s čs. delegací vedenou Karlem Kramářem a Edvardem Benešem na mírovém jednání v Paříži o zániku Německého Rakouska a připojení všech čtyř provincií k Československu.
Stejný název nesla od roku 1934 župa obranářského Svazu Němců (Bund der Deutschen).

## Vyhlášení

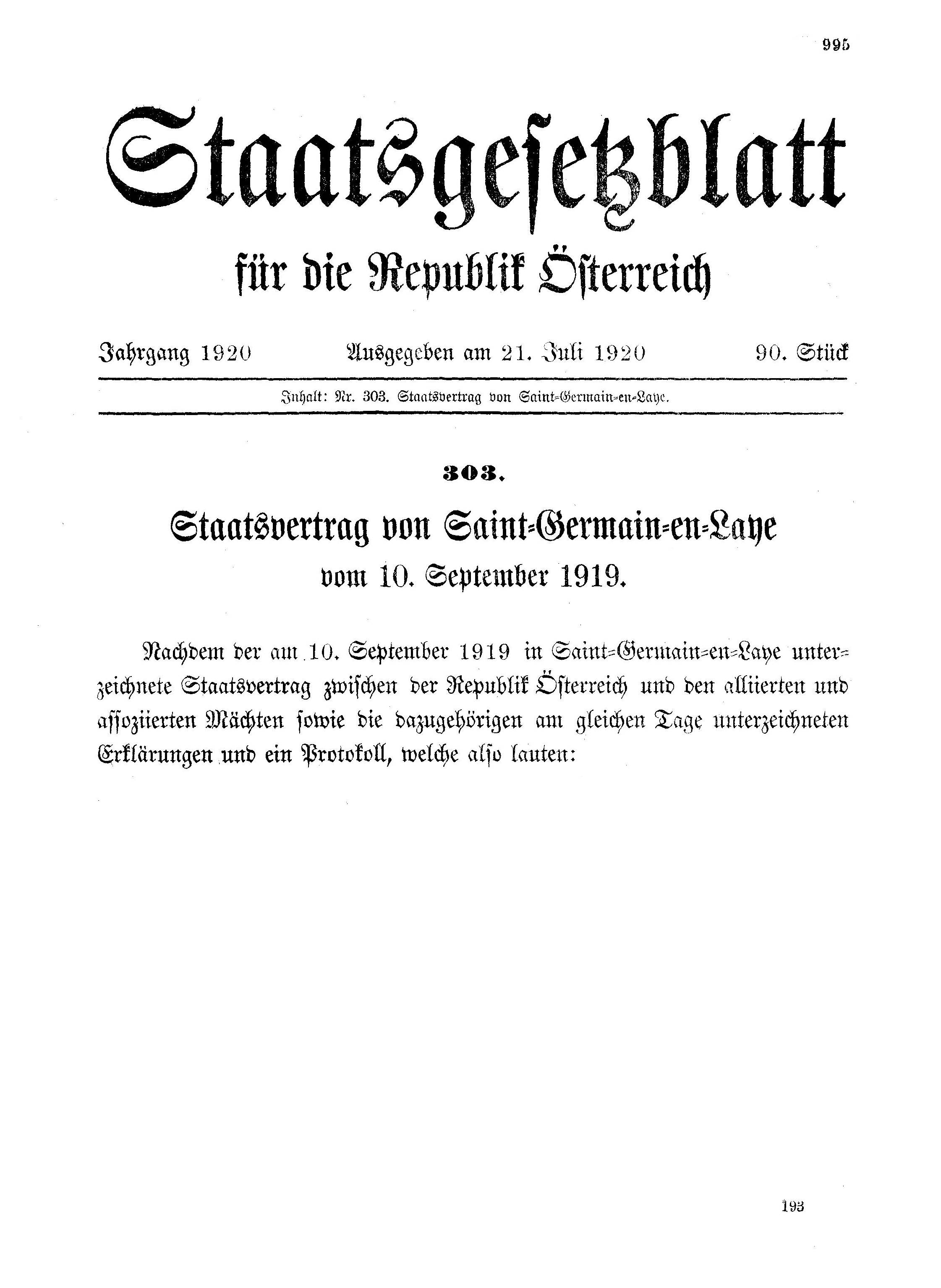

Šumavská župa byla (podobně jako ostatní župy Deutschböhmen, Sudetenland, Deutschsüdmähren a tři enklávy Brno, Jihlava a Olomouc v nově vzniklém Československu) reakcí na tzv. Tříkrálovou deklaraci. Dne 21. ledna 1918 se ve Vídni sešli němečtí poslanci z českých zemí a požadovali odtržení pohraničních území. Rakouská vláda vyšla požadavku vstříc.
"V nynější velké době, v níž rozhoduje se osud národů a v níž Češi chtějí využíti převratných sil válečných, aby rozbili rakousko-uherskou monarchii a dostali dva a půl milionu Němců v Čechách pod jho československého státu, žádáme my, představitelé německého národa v Čechách, aby byla zřízena samostatná provincie Deutschböhmen se všemi právními přívlastky a zřízením korunní země v rámci císařství rakousko-uherského, a to bez jakékoliv závislosti na české části Čech... Německý národ neustane, dokud neprovede konečné osvobození (svých soukmenovců) z nadvlády Čechů a - třeba i násilím - nezabrání zřízení československého státu, v němž by německý národ byl ujařmen... Za tím účelem žádáme ohraničení a sloučení německého území v Čechách a pro toto území všechna ústřední místa, úřady a instituce, které patří korunní zemi."

Němečtí poslanci vyhlásili 29. října 1918 v rámci nového čs. státu provincii Deutschböhmen se sídlem v Liberci. V jejím čele stál nejprve zemský hejtman Raphael Pacher, kterého vystřídal Rudolf Lodgman von Auen a dva zástupci Josef Seliger a Wilhelm Maixner. Státní úřad pro vojenství (Staatsamt für Heerwesen) ve Vídni upravil rozkazem z 13. listopadu 1918 v německých oblastech četnickou službu a Provizorní národní shromáždění vydalo 22. listopadu zákon č. 40 o rozsahu a hranicích Německého Rakouska. Velitelem četnictva v provincii Deutschböhmen se stal podplukovník Stingl, četnictvo v Böhmerwaldu spadalo pod Linec, ze Sudetenlandu pod Opavu a z Deutschsüdmähren pod Vídeň.
Po vyhlášení československého státu a provincie Deutschböhmen se situace mezi německou většinou a českými obyvateli v Českém Krumlově přiostřila. Okresní velitel četnictva strážmistr Josef Hozák proto 1. listopadu 1918 posílil místní stanici o 6 mužů. O tři dny později se dostavili na četnickou stanici pod záminkou kontroly zásob u místních obchodníků čtyři vojáci a dva strážníci a následně se skupinou 600 civilistů a vojáků započali s rabováním u obchodníka Josefa Fuchse. Zastupující okresní velitel strážmistr I. třídy Johann Schönfelder obdržel dne 15. listopadu 1918 z Lince zprávu, „že okresy Prachatice, Krumlov a Kaplice jsou začleněny k německo-rakouskému státu a německé četnické stanice těchto okresů napříště podléhají jejich velení”.
Dne 17. listopadu 1918 se utvořil v Českém Krumlově „Nationalausschuss für den Gau Böhmerwald”. Podplukovník Albert Degisher byl pověřen lineckým velitelstvím převzít velení nad župním četnictvem a 24. listopadu složilo mužstvo, úředníci okresního hejtmanství i berního úřadu a poštovní zaměstnanci za účasti okresního hejtmana Leopolda Baretty a správce německého národního výboru Kopetzkeho přísahu vídeňské vládě. Pod četnické velitelství v Linci spadaly německé stanice okresu Prachatice (velitel okresní strážmistr Josef Neilisner): stanice Prachatice bez českých obcí, Volary (Wallern), Lenora (Eleonorenhain), Kvilda (Aussergefild), Vimperk (Winterberg), Záblatí (Sablat), Zbytiny (Oberhaid) a Strážný (dříve Kynžvart – Kuschwarda). Německé stanice okresu Sušice (velitel strážmistr I. třídy Josef Kolbeck): stanice Kašperské Hory – provizorní okresní velitelství, Rejštejn (Unterreichenstein), Javorná (Seewiesen), Prášily (Stubenbach), Srní (Rehberg) a Hartmanice (Hartmanitz) a okresu Český Krumlov: stanice Český Krumlov, Hořice, Světlík u Hořic, Soběnov – Zátoň a všechny stanice soudních okresů Horní Planá a Chvalšiny. Okres Kaplice byl převzat úplně celý. Z rozkazu velitelství v Linci došlo také k vytvoření nového pomocného strážního sboru „Sicherheitswehr” z bývalých armádních poddůstojníků.

## Vojenský zásah a připojení k ČSR

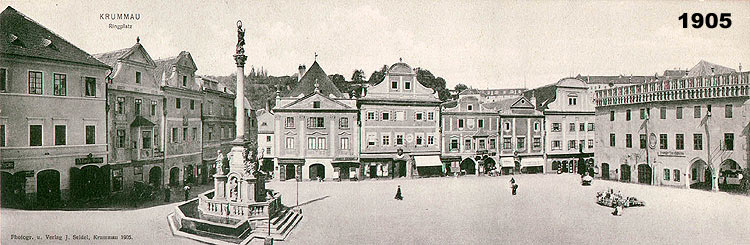
Český Krumlov v roce 1905

Na rozkaz generálního velitele československého četnictva vyslalo 22. listopadu 1918 zemské velitelství v Praze do Českých Budějovic pod velením strážmistra II. třídy Josefa Hausnera 36 četníků a 20 náhradních četníků. Velitel oddělení rytmistr Svoboda muže rozestavil na liniích: Brloh – Křemže – Třísov, Třísov – Zlatá Koruna – Zubčice a Zubčice - Kaplice (nádraží) – Soběnov. Dne 22. listopadu obsadily čs. jednotky (od Sušice) Kašperské Hory, v noci Vimperk a další den Volary. Jednotky pěšího pluku č. 91 se čtyřmi děly pluku č. 24 (polního dělostřelectva) postupovaly z Českých Budějovic směrem na okresy Č. Krumlov a Kaplice. 28. listopadu pluk dobyl Krumlov. Na německou baštu město Kaplici pokračovalo vojsko v noci z 2. na 3. prosince. Město se podařilo čs. vojsku dobýt až 5. prosince. Četnická asistence z Prahy mezitím obsazovala uvolněné četnické stanice v kaplickém okrese. Ke konci roku 1918 byla již celá Šumava obsazena československými vojenskými jednotkami, čímž Šumavská župa de facto zanikla. De iure pak potvrdila příslušnost regionu k Československu Saintgermainská smlouva.